# Liste der Monuments historiques in Sainte-Radegonde (Charente-Maritime)
Die Liste der Monuments historiques in Sainte-Radegonde (Charente-Maritime) führt die Monuments historiques in der französischen Gemeinde Sainte-Radegonde auf.

## Liste der Bauwerke
| Bezeichnung                        | Beschreibung                      | Standort                | Kennzeichnung | Schutzstatus | Datum | Bild           |
| ---------------------------------- | --------------------------------- | ----------------------- | ------------- | ------------ | ----- | -------------- |
| Dolmen im Bois de la Grosse Pierre |                                   | (Lage)                  | PA00125680    | Inscrit      | 1993  |                |
| Kirche Notre-Dame                  | Erbaut im 11. und 12. Jahrhundert | Rue des Falaises (Lage) | PA17000005    | Inscrit      | 1996  | weitere Bilder |

## Liste der Objekte
| Bezeichnung | Beschreibung                                        | Standort                        | Kennzeichnung | Schutzstatus | Datum | Bild |
| ----------- | --------------------------------------------------- | ------------------------------- | ------------- | ------------ | ----- | ---- |
| Tabernakel  | Holz, farbig gefasst und vergoldet, 18. Jahrhundert | in der Kirche Notre-Dame (Lage) | PM17001246    | Inscrit      | 1981  |      |
| Reliquiar   | Kalkstein, 12. Jahrhundert                          | in der Kirche Notre-Dame (Lage) | PM17000801    | Classé       | 2002  |      |